# ポニパテ・ロンガニマシ
ポニパテ・ロンガニマシ（Ponepati Loganimasi、1998年3月26日 - ）は、スーパーラグビー・パシフィックフィジアン・ドゥルアに所属するラグビー選手。

## プロフィール
- フィジー・カンダブ島出身[1]。
- ポジションはスタンドオフ(SO)。
- 身長 189cm、体重 91kg
- 7人制フィジー代表に選ばれた[2]。

## 略歴
2024年、2024パリ五輪の7人制フィジー代表に選ばれて銀メダル獲得。